# Vandbrandbæger
Vandbrandbæger (Senecio aquaticus), ofte skrevet vand-brandbæger, er en toårig plante i kurvblomst-familien. Den ligner engbrandbæger, men grundbladene er ovale og næsten hele. Arten er giftig.

## Beskrivelse
Vandbrandbæger er en 30-50 centimeter høj urt med rødbrun stængel, der er udspærret grenet. I forhold til engbrandbæger er kurvene større (2,5-3 centimeter brede) og de sidder i en mere åbenblomstret halvskærm. Desuden er de nederste blade næsten hele, ovale, groft tandede og stilkede, mens de øvre er lyreformede.

## Udbredelse
Arten er hjemmehørende i Europa.
I Danmark er vandbrandbæger almindelig i Vest- og Sydvestjylland på høje enge, ved åer og søbredder, mens den findes hist og her i resten af landet. Blomstringen sker i juli til september.